# Међународна година старијих особа
Генерална скупштина Уједињених нација у својој Прокламацији о старењу, (резолуција 47/5), одлучила је да 1999. прогласи Међународном годином старијих особа (енгл. International Year Of Older Persons) (IYOP).  Прокламацију је 1. октобра 1998, на Међународни дан старијих особа, покренуо генерални секретар Уједињених нација Кофи Анан.
На глобалном нивоу, у наредним генерацијама, удео становништва старости 60 и више година ће се повећати на сваки четврти, што ће донети значајне друштвене, економске и духовне промене. Проглас је имао за циљ да скрене пажњу на препознавање демографског старења човечанства и обећања које је дало за зреле ставове и прилике у друштвеним, економским, културним и духовним подухватима, посебно за глобални мир и развој у наредном веку.
Одржани су бројни догађаји у оквиру УН и у државама чланицама у знак сећања на тај догађај.

## Тема
Имајући на уму ове трансформације, УН су одабрале „према друштву за све узрасте“ да послужи као тема за Међународну годину старијих особа. Током целе године земље учеснице су имале задатак да подижу свест о улози старијих у друштву и потреби за међугенерацијским поштовањем и подршком, истичући чињеницу да су стари репозиторијум историје својих друштава.
Тема ове међународне године - Ка друштву за све узрасте - изазвала је пуно ангажовање свих слојева друштва. Она је позвала на "солидарност", "поштовање" и "размену" међу генерацијама. Позивали су на на могућности да се поделе између младих и не тако младих, тако да свако може да учи од другог.

## Историја
Од 1959. године, Светске године избеглица, УН су одредиле посебне године како би скренуле пажњу на важна питања. Владе држава чланица, уз помоћ цивилног друштва, охрабрене су да схвате теме као прилике за подизање свести и промовисање политичких иницијатива међу грађанима (исто резоновање се односило на дугачку листу годишњих дана и посебних деценија).
Рад многих УН агенција и програма имао је директне везе са проблемима старења и одражавао је приоритете Међународне године старијих особа. То се свакако односило на Светску здравствену организацију (СЗО), Центар Уједињених нација за људска насеља (Хабитат) и Организацију Уједињених нација за образовање, науку и културу (Унеско).
Године 1992, Генерална скупштина Уједињених нација усвојила је резолуцију, „у знак признања демографског одрастања човечанства и обећања које оно има за сазревање ставова и прилика у друштвеним, економским, културним и духовним предузећима, посебно за глобални мир и развој у наредном века.“ (резолуција 47/5), да се 1999. прогласи за Међународну годину старијих особа. Тема ове године била је Ка друштву за све узрасте .
На церемонији отварања, Светска здравствена организација (СЗО) позвала је креаторе политике да препознају важност старења становништва и да то признање спроведу у дело. Године 1999. у свету је било око 580 милиона људи старијих од 60 година. До 2020. године процењено је да ће овај број прећи границу од милијарду. До тада ће само у земљама у развоју живети преко 700 милиона старијих људи. Зато је било неопходно старење уврстити у агенду развоја, нагласила је она.

## Принципи Уједињених нација за старије особе
Основни оквир за Међународну годину старијих особа био је Међународни план акције о старењу, први велики међународни инструмент о старењу, који је усвојила Генерална скупштина 1982. (након Светске скупштине о старењу те године).
Наредни принципи УН за старије особе, усвојени од стране Генералне скупштине УН 16. децембра 1991. (резолуција 46/91), могу се поделити у пет различитих група релевантних питања: независност, учешће, брига, самоиспуњење и достојанство.
Радећи у тим оквирима, фокус је развио четири теме: стање старијих, индивидуални доживотни развој, међугенерацијски односи и, коначно, међуоднос старења и развоја становништва.

### Независност
- 1. Старије особе треба да имају приступ адекватној храни, води, склоништу, одећи и здравственој заштити кроз обезбеђивање прихода, подршку породице и заједнице и самопомоћ.
- 2. Старије особе треба да буду у стању да раде или имају приступ другим могућностима за генерисање прихода.
- 3. Старије особе треба да буду у могућности да учествују у одређивању када и којим темпом долази до повлачења из радне снаге.
- 4. Старије особе треба да имају приступ одговарајућим програмима образовања и обуке.
- 5. Старији људи би требало да буду у могућности да живе у окружењима која су безбедна и прилагодљива личним преференцијама и променљивим капацитетима.
- 6. Старији би требало да могу да живе што дуже код куће.[4]

### Учешће
- 7. Старије особе треба да остану интегрисане у друштво, да активно учествују у формулисању и спровођењу политика које директно утичу на њихово благостање и да деле своја знања и вештине са млађим генерацијама.
- 8. Сениори би требало да буду у стању да траже и развију могућности друштвеног рада и да служе као волонтери на позицијама које одговарају њиховим интересима и способностима.
- 9. Старији људи треба да буду у могућности да формирају покрете или удружења старијих људи.[4]

### Нега
- 10. Старији треба да имају користи од бриге и заштите породице и заједнице у складу са културним системом вредности сваког друштва.
- 11. Старије особе треба да имају приступ здравственој заштити како би им се помогло да одрже или поврате оптималан ниво физичког, менталног и емоционалног благостања и да спрече или одложе почетак болести.
- 12. Старије особе треба да имају приступ социјалним и правним услугама како би побољшале своју аутономију, заштиту и бригу.
- 13. Старије особе треба да имају користи од одговарајућег нивоа институционалне неге, пружања заштите, рехабилитације и социјалне и менталне стимулације у хуманом и безбедном окружењу.
- 14. Старије особе треба да имају могућност да уживају људска права и основне слободе када бораве у било ком склоништу, негу или установи за лечење, укључујући пуно поштовање њиховог достојанства, уверења, потреба и приватности и право да доносе одлуке о својој бризи и квалитету свог живота .[4]

### Самоиспуњење
- 15. Старији људи би требало да буду у могућности да искористе могућности да у потпуности развију свој потенцијал.
- 16. Старије особе треба да имају приступ образовним, културним, духовним и рекреативним ресурсима друштва.[4]

### Достојанство
- 17. Старије особе треба да буду у могућности да живе достојанствено и безбедно и да буду ослобођене експлоатације и физичког или психичког злостављања.
- 18. Старије особе треба да буду праведно третиране без обзира на старост, пол, расу или етничку припадност, инвалидитет или други статус, и треба их ценити без обзира на њихов економски допринос.[4]

## Пригодни новчићи и марке ѕа Међународну годину старијих особа
У Канади, Одсек за старење и старије особе у здравству Канаде играо је водећу улогу, заједно са сличним канцеларијама основаним у свакој покрајинској јурисдикцији. Постојали су заједнички напори од стране многих старијих организација, за које је ова година пружила огромну жаришну тачку око које су могли да унапреде своје бриге и тежње. Као начин да обележи овај догађај, Канада је произвела пригодни новчић и марку. Оба је дизајнирао Шелаг Амстронг.
Године 1999. Краљевска ковница Аустралије издала је пригодни новчић од једног долара у част Међународне године старијих особа.